# James Marsh (químico)

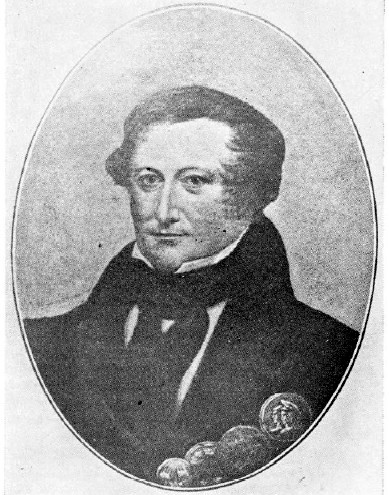
James Marsh

James Marsh (2 de septiembre de 1794 - 21 de junio de 1846) fue un químico e inventor británico que propuso la Prueba de Marsh para detectar arsénico. Nacido en Kent, trabajó como obrero en Woolwich a finales de la década de 1810 y principios de la de 1820, antes de incorporarse a la Artillería Real

## Trabajo científico
Aunque Marsh fue más famoso por la invención de la prueba que lleva su nombre, también fue un científico e inventor calificado que ocupó el puesto de químico de artillería en el Royal Arsenal en Woolwich. Desarrolló la espoleta temporizadora de tornillo para granadas de mortero y en 1830 el tubo de percusión. En 1832, el HMS Castor fue el primer barco que tuvo sus cañones modificados con estas innovaciones, que finalmente fueron aprobadas para el ejército hasta 1845, cuando comenzó su fabricación (para la artillería costera solamente). Se convirtieron en obsoletas en 1866. Marsh también trabajó como ayudante de Michael Faraday en la Real Academia Militar de 1829 a 1846.

Como inventor, Marsh inventó en 1824 el primer tipo de interruptor eléctrico vibratorio. Consistía en un cable recto conectado eléctricamente y suspendido flexiblemente en la parte superior, mientras que su extremo inferior se extendía hacia un canal poco profundo lleno de mercurio, que actuaba como segundo contacto eléctrico. El extremo inferior del cable también se colocaba entre los polos de un potente imán permanente en forma de herradura. Cuando la corriente eléctrica fluía a través del cable, su campo magnético creaba una fuerza con el campo del imán permanente, de modo que el cable giraba fuera del canal de mercurio e interrumpía el circuito eléctrico. Sin la fuerza magnética, el cable volvía a caer, debido a la fuerza de la gravedad, hacia el mercurio, restableciendo así la conexión y reiniciando el ciclo de vibración. 

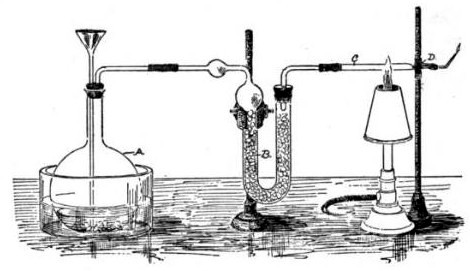
Aparato para la prueba de Marsh

En 1833, la fiscalía citó a Marsh como químico en un juicio por asesinato, en el que  tal John Bodle fue acusado de envenenar a su abuelo con arsénico. Marsh realizó la prueba estándar mezclando una muestra sospechosa  con sulfuro de hidrógeno y ácido clorhídrico detectando la presencia de arsénico por la formación de trisulfuro de arsénico amarillo. Lamentablemente, cuando la presentó al jurado la prueba se había deteriorado, lo que permitió la absolución del sospechoso por duda razonable. Molesto por esto, Marsh desarrolló una prueba mucho mejor. Combinó un contenido de arsénico de la muestra con ácido sulfúrico y arsénico de zinc, dando lugar al gas de arsina. El gas se encendió y se descompuso en arsénico metálico puro que, cuando se pasa a una superficie fría, parece como un depósito de plata-negra. Tan sensible fue la prueba que podría detectar arsénico por tan solo una quincuagésima parte de un miligramo. Se describió por primera vez esta prueba en The Edinburgh Philosophical Journal en 1836. 

## Otras lecturas
- Marsh J. (1836). «Account of a method of separating small quantities of arsenic from substances with which it may be mixed». Edinburgh New Philosophical Journal 21: 229-236.

- McMuigan, Hugh (1921). An Introduction to Chemical Pharmacology. Philadelphia: P. Blakiston's Son & Co. pp. 396 - 397. Consultado el 16 de diciembre de 2007.

- Wanklyn, James Alfred (1901). Arsenic. London: Kegan Paul, Trench, Trübner & Co. Ltd. pp. 39 - 57. Consultado el 16 de diciembre de 2007.

- Webster, Stewart H. (1947). «The Development of the Marsh Test for Arsenic». Journal of Chemical Education: 487-490.

- Datos: Q902991
- Multimedia: James Marsh (chemist) / Q902991